# Битва при Дапплин-Муре
Би́тва при Да́пплин-Му́ре (англ. Battle of Dupplin Moor) — одно из первых крупных сражений Второй войны за независимость Шотландии, которое состоялось между армией сторонников короля Шотландии Давида II Брюса численностью от 15 до 40 тысяч человек, возглавляемой регентом Шотландии Домналлом, 8-м графом Мар, и вторгшейся из Англии армией претендовавшего на шотландский трон Эдуарда Баллиола численностью 1500 человек, в составе которой была североанглийская знать, лишившаяся владений в Шотландии в результате Первой войны за независимость. Битва состоялась 11 августа 1332 года к юго-западу от Перта и закончилась полным разгромом сторонников Давида II. В результате армия Эдуарда Баллиола вошла в Перт, где он был коронован шотландской короной.

## Предпосылки
После смерти в 1290 году королевы Шотландии Маргариты Норвежской Девы угасла Данкельдская династия, в результате чего началась так называемая «Великая тяжба», когда на шотландский престол предъявили права 14 претендентов. В качестве арбитра для разрешения спора за шотландскую корону претенденты обратились к королю Англии Эдуарду I, который признал шотландский престол за Иоанном Баллиолом, воспользовавшись такой ситуацией для установления контроля над Шотландией, вынудив при этом нового короля принести вассальную присягу.
Вскоре новый шотландский король попытался освободиться от зависимости, что дало Эдуарду I повод в 1296 году вторгнуться в Шотландию. Баллиол попал в плен, а английский король провозгласил, что Шотландия теперь становится частью его королевства. Шотландцы отказались признавать королём Эдуарда, что привело к затяжным войнам за независимость Шотландии.
Первая война за независимость привела в 1306 году к коронации шотландской короной Роберта I Брюса. В дальнейшем ему удалось отстоять независимость Шотландии, чему способствовали смерть короля Эдуарда I в 1307 году и беспорядки, которые начались при его преемнике. Поворотным моментом стал разгром в 1314 году английской армии Эдуарда II в битве при Бэннокбёрне. В 1320 году в Шотландии была принята Арбротская декларация, провозгласившая независимость Шотландии от Англии. В 1327 году английский король Эдуард II был свергнут, а в 1328 году управлявшие от имени Эдуарда III королева Изабелла и Роджер Мортимер были вынуждены подписать с Робертом I Нортгемптонский (Эдинбургский) договор, признав независимость Шотландии.
Условия Нортгемптонского мира не устраивали Эдуарда III. Хотя внешне он не показывал, что не собирается их соблюдать, он не мог пренебречь требованиями, которые высказывала северная знать, которых в то время называли «лишёнными наследства». В их числе были как английские аристократы, которые в результате победы Брюса лишились владений в Шотландии, так и бежавшие из Шотландии сторонники бывшего короля Иоанна Баллиола и Джона Комина, убитого в 1306 году по приказу Роберта I. При английском дворе получил убежище и Эдуард Баллиол, сын короля Иоанна, который предъявил претензии на шотландскую корону.
В 1329 году умер король Роберт I, годом спустя — его соратник, Уильям Дуглас. Так как наследник Брюса, Давид II, был ещё мал, хранителем (регентом) Шотландии стал Томас Рэндольф, 1-й граф Морей, игнорировавший требования Эдуарда III вернуть «лишённым наследства» их владения, розданные сторонникам Роберта I. В результате Эдуард Баллиол со своими сторонниками летом 1332 года начал готовиться к вторжению в Шотландию.

## Начало вторжения
Не позже 31 июля небольшая армия Эдуарда Баллиола, в числе которой были Гилберт де Умфравиль, титулярный граф Ангус и Дэвид Стратбоги, титулярный граф Атолл, вторглась в Шотландию. Командующим «лишёнными наследства» был Генри де Бомонт, 1-й барон Бомонт, претендовавший на титул графа Бьюкена.
Силы Баллиола были невелики и составляли всего 1500 человек: 500 рыцарей и 1000 пехотинцев (в основном лучников). Баллиол ожидал, что после начала вторжения к нему присоединятся шотландцы.
Незадолго до начала вторжения умер регент Шотландии. Новым хранителем был избран Домналл, граф Мар. Он был опытным военачальником и близким родственником шотландского короля. Для противодействия вторжению он разделил армию на 2 части. Сам он возглавил часть, которая находилась к северу от залива Ферт-оф-Форт, другой частью, к югу от залива, командовал Патрик, граф Марч. Надеясь на то, что граф Мар перейдёт на его сторону, поскольку тот ранее вёл с ним переписку, Баллиол 6 августа высадился в северной части залива — около Вестер-Кингхорна (современный Бернтайленд).
Во время высадки армия Баллиола столкнулась с большой шотландской армией, которой командовали Доннхад, граф Файф и Роберт Брюс, лорд Лиддесдейл (незаконнорождённый сын короля Роберта I). Английские хроники указывают различную численность этой армии — от 4 до 24 тысяч. Шотландские источники полагают, что её численность была гораздо меньше. Историк Клиффорд Роджерс полагает, что, вероятнее всего, наиболее точным является сообщение о 4 тысячах. Шотландцы атаковали англичан, но после тяжёлого штурма, находясь под обстрелом лучников и под ударами поддерживающей их пехоты, были вынуждены отступить, после чего Баллиол и Бомонт смогли сойти на берег. Шотландские источники того времени считают потери графа Мара незначительными; английские хроники указывают разное количество погибших: 90, 900 или 1000 шотландцев. Одна из хроник сообщает, что граф Файф был «полон стыда» из-за поражения от такой небольшой армии. О потерях армии Баллиола данные отсутствуют. Узнав о поражении шотландцев, граф Мар отвёл свою армию в Перт, соединив её с выжившими в битве при Вестер-Кингхорне, отправив при этом общий призыв о подкреплении. В то же время Баллиол и Бомонт, воодушевлённые победой, двинулись в Данфермлин, где обеспечили себя продовольствием и разграбили арсенал, после чего направились к Перту.

## Битва
Граф Мар расположил свою армию на северном берегу реки Эрн в 2 милях (3 км) к югу от Перта, разрушив мост. Его армия намного превосходила английскую. Хроники того времени указывают её численность от 20 до 40 тысяч человек, хотя историк Клиффорд Роджерс считает более реальной цифру в 15 тысяч человек. Бо́льшую часть шотландской армии составляли пехотинцы.
10 августа на южный берег Эрна прибыли англичане. Их положение было достаточно тяжёлым: шотландская армия более чем в 10 раз превышала их численность, располагалась на выгодной оборонительной позиции за рекой и знала, что к ней двигается подкрепление. Шотландцы отдыхали на своей позиции, планируя на следующий день отправить часть людей в широкий обходной манёвр; любая попытка англичан форсировать реку была обречена. Возможно, что Баллиол надеялся на переход графа Мара на его сторону, однако тот не дал ему никаких оснований на подобную надежду. В итоге обе армии стояли на противоположных берегах Эрна до ночи.
Шотландцы были уверены в своей победе. Некоторые начали праздновать её уже вечером; одна из современных хроник указывает, что «они пили и веселились до поздней ночи», предавались воспоминаниям о победной для них битве при Бэннокбёрне и распевали непристойные песни об англичанах. Хотя около разрушенного моста была выставлена охрана, каких-то иных мер предосторожности принято не было. Англичане понимали, что если они останутся на месте, то шансов на победу у них нет, в связи с чем вся английская армия вечером переправилась через реку в неохраняемом месте. Около полуночи они добрались до шотландского лагеря и напали на него. Те шотландцы, которые не были убиты или взяты в плен, бежали. Англичане полагали, что разгромили основные силы, но были разочарованы, увидев на рассвете шотландцев, наступающих двумя отрядами. Это деморализовало армию, но, согласно хроникам, перед ней выступил один из военачальников, который воодушевил англичан. Хроники расходятся в том, кто именно выступал. Называются имена Фулка Фиц-Уоррена, Джона Бердона и самого Баллиола.
Англичане выстроились для пешей битвы, за исключением 40 рыцарей-наёмников, которые сражались конными. Пешие воины выстроились в 3 плотные шеренги, в четвёртом ряду расположились остальные пехотинцы с пиками. Пехота заняла центр долины там, где она сужалась и переходила в холмистую местность. Лучники были разделены и расположились на флангах армии на возвышении, куда было трудно подступиться; возможно, что они были эшелонированы. Лошади были оставлены в тылу.
Шотландцы продолжали оставаться в высокой степени самоуверенными. Они разбились на 2 плотные группы, построившись в шилтрон. Граф Мар предложил англичанам сдаться. Услышав это, Роберт Брюс, который командовал одним из шилтронов и который, судя по всему, был осведомлён о переписке Мара с Баллиолом, публично обвинил регента в предательстве, заявив, что только из-за него англичане смогли беспрепятственно перебраться через реку. Мар отверг обвинения как ложные и объявил, что докажет свою лояльность тем, что первым нанесёт удар англичанам. Брюс решил опередить соперника, в результате чего оба шотландских шилтрона соревновались в том, кто первым добежит до противника и нанесёт по нему удар.
Гонку выиграл шилтрон Брюса, который ранее находился впереди. Эта атака дезорганизовала отряд, более медленные воины отстали. В итоге вместе с Брюсом позиций врага достигли всего 800 человек, но они обрушились с такой силой, что отбросили пехоту в центре на 10 ярдов (9 м). Однако строй англичан не рассыпался: повернувшись к шотландцам плечами, они собрались и остановили атаку. Атакующие при этом вытянулись, сосредоточившись на пехоте в центре, забыв про лучников на флангах. В результате фланги шотландцев оказались открыты для стрельбы по ним лучников.
Шотландские воины в основном либо не носили шлемов, либо имели шлемы без забрал (лицевых щитков), поэтому их головы были уязвимы для стрел. Находясь под обстрелом лучников, двигавшиеся на флангах шотландцы прижимались к центру, ограничивая свободу передвижения шилтрона. Аналогичные проблемы были и у шилтрона Мара, который также был дезорганизован из-за своей поспешности и был вынужден передвигаться по крутым склонам холмистой равнины. Шилтрон Мара оказался в тылу шилтрона Брюса, вызвав хаос. Битва продолжалась с рассвета до полудня. Зажатые в центре шотландцы были плотно прижаты друг к другу; любого, кто терял равновесие, сразу же затаптывали. По сообщениям современных хронистов, во время битвы таким образом были задавлены более тысячи шотландцев.
Англичане, строй которых имел меньшую глубину, после того как выдержали первоначальный натиск, имели больше возможностей в применении своего оружия. Оставшиеся в живых шотландцы, пытавшиеся выбраться из шилтрона Брюса, ещё больше увеличивали общее замешательство и становились лёгкими мишенями для лучников. Хроники сообщают, что английской пехоте приходилось переступать через горы трупов шотландцев, чтобы атаковать ещё живых. Всё это время английские лучники продолжали вести обстрел флангов врага. В конце концов сопротивление шотландцев было сломлено. Некоторые из выживших дворян бежали верхом, остальные шотландцы — пешком. Англичане, сев на лошадей, преследовали отступающих до заката, рубя их. Затем они заняли Перт и начали усиливать его укрепления, ожидая прибытия армии графа Марча, спешившего на помощь к шотландцам.

## Потери сторон
О потерях англичан имеются точные данные: было убито 35 солдат, 2 рыцаря и 33 оруженосца. В нескольких отчётах подчёркивается, что ни один лучник не был убит. Потери шотландцев описаны плохо, но все источники сходятся на том, что они были очень тяжёлыми. На поле погибли оба главнокомандующих: граф Мар и Роберт Брюс. Также были убиты ещё 2 графа, 14 баронов, 160 рыцарей и большое количество солдат. В современных английских хрониках указывается более 15 тысяч погибших. В двух шотландских хрониках указано, что погибло 2 и 3 тысячи, в третьей — 3 тысячи и «неисчислимое число других людей». Один из хронистов писал, что убитые лежали огромными грудами, которые были выше длины копья. Единственным выжившим знатным шотландцем был граф Файф, который был захвачен в плен и перешёл на сторону Баллиола.

## Последствия
Через неделю граф Марч добрался до Перта, к его армии присоединились выжившие шотландцы из армии Мара. Однако он мало что мог сделать: Баллиол, победивший противника в открытом бою, к тому моменту укрепился в городе. Нападать на него в этой ситуации было неразумно. Кроме того, Баллиол захватил в Перте большие запасы продовольствия, а корабли, высадившие его, нанесли поражение шотландскому флоту, что позволило доставить в город подкрепления и дополнительное продовольствие. Вскоре шотландская армия графа Марча, разграбив окружающую сельскую местность, исчерпала запасы продовольствия.
24 сентября Баллиол был коронован в Скуне — традиционном месте коронации шотландских королей. Коронация выглядела достаточно зловещей — во время пира все сидели за столами в полном вооружении. Вскоре Баллиолу пришлось перебраться в Роксбург, расположенный ближе к границе с Шотландией. Также он тайно сообщил Эдуарду III, что признаёт его своим сюзереном, пообещав ему поместья с ежегодным суммарным доходом в 20 тысяч фунтов, а также город, замок и графство Берик. Однако поддержка от английского короля была ограниченной и окончательно прекратилась в течение 6 месяцев. 16 декабря Баллиол попал в засаду сторонников Давида II около Аннана и переодетым бежал на лошади без седла в Англию, к Эдуарду III за помощью. В итоге весной 1333 года английский король отказался от нейтралитета, официально признал Баллиола королём Шотландии и вторгся в королевство. После победы в битве при Халидон-Хилле тот был вновь восстановлен на шотландском троне. В 1334 году Баллиола свергли с престола, в 1335 году вновь восстановили, но в 1336 году он был окончательно изгнан из Шотландии сторонниками Давида II. Несмотря на это, вторая война за независимость Шотландии, которая началась с поражения шотландцев в битвах при Кингхорне и Дапплин-Муре, продолжалась до 1357 года.
Придуманная Генри де Бомонтом для битвы тактика позже успешно использовалась королём Эдуардом III, приведя его к победам в битвах при Халидон-Хилле и Креси.